# Leonor Rodríguez
Leonor Rodríguez Manso (ur. 21 października 1991 w Las Palmas de Gran Canaria) – hiszpańska koszykarka występująca na pozycji rzucającej.
17 maja 2017 została zawodniczką Wisły Can-Pack Kraków. 9 maja 2018 podpisała kolejną umowę z klubem, z Krakowa.

## Osiągnięcia
Stan na 19 lipa 2019, na podstawie, o ile nie zaznaczono inaczej.

### NCAA
- Uczestniczka rozgrywek:
  - Sweet Sixteen turnieju NCAA (2011)
  - II rundy turnieju NCAA (2011, 2012)
  - turnieju NCAA (2010–2012)
- Mistrzyni turnieju konferencji Atlantic Coast (ACC – 2012)

### Drużynowe
- Mistrzyni Hiszpanii (2016)
- Wicemistrzyni Hiszpanii (2014, 2015, 2017)
- Zdobywczyni:
  - pucharu Hiszpanii (2014, 2015)
  - Superpucharu Hiszpanii (2013, 2014)
- Finalistka:
  - pucharu:
    - Hiszpanii (2016, 2017)
    - Polski (2018)[6]

  - Superpucharu Hiszpanii (2015)
- Zwyciężczyni II Memoriału Franciszki Cegielskiej i Małgorzaty Dydek - Gdynia Super Team (2017)[7]

### Indywidualne
- MVP:
  - II Memoriału Franciszki Cegielskiej i Małgorzaty Dydek - Gdynia Super Team (2017)[7]
  - miesiąca BLK (listopad 2017)[8]
- Zaliczona do (przez eurobasket.com): 
  - I składu zawodniczek krajowych ligi hiszpańskiej (2017)[9]
  - II składu ligi hiszpańskiej (2017)[9]
- Liderka w skuteczności rzutów wolnych sezonu regularnego EBLK (2018)[10]

### Reprezentacja
- Mistrzyni Europy:
  - 2017
  - U–16 (2006)
  - U–18 (2009)
  - U–20 (2011)
- Wicemistrzyni:
  - olimpijska (2016)
  - świata (2014)
  - Europy:
    - U–20 (2010)
    - U–16 (2007)

  - świata U–19 (2009)
- Uczestniczka:
  - igrzysk olimpijskich (2016, 2024 – 5. miejsce[11])
  - mistrzostw Europy U–18 (2008 – 5. miejsce, 2009)
- Liderka Eurobasketu U-16 w asystach (2007)